# Arahad II
En el universo imaginario de J. R. R. Tolkien y en los apéndices de la novela El Señor de los Anillos, Arahad II es un dúnadan, hijo de Aravorn.   
Nacido en Rivendel en el año 2563 de la Tercera Edad del Sol. Su nombre es sindarin y, al igual que su bisabuelo, puede traducirse como «rey prudente». A la muerte de su padre en el año 2654 T. E., Arahad se convirtió en el Décimo Capitán de los Dúnedain del Norte.
Durante su reinado no hubo hechos significativos en Eriador, pues los principales hechos políticos militares se desarrollaron en Gondor y en Rohan.
Los Hobbits prosperan bajo la tutela de los Montaraces del Norte. Isemgrim II se convierte en el décimo Thain de La Comarca de la línea de los Tuk y se comienza la construcción de los Grandes Smials en Alforzada, que será un símbolo de la prosperidad de la Familia. Tobold Corneta planta la "Hierba para Pipa" en Cuaderna del Sur.
Arahad II gobernó por 65 años y murió en el año 2719 T. E., con 156 años de vida, y fue sucedido por su hijo Arassuil.